# Сергей Образцов
Сергей Владимирович Образцов (5 юли 1901, Москва, Русия – 8 май 1992, Москва, Русия) е руски и съветски драматичен артист, кукловод, режисьор, народен артист на СССР (1954).
От 1931 г. ръководи Централния куклен театър в Москва.
Постановки:
- „По заповед на щуката“ (1936);
- „Вълшебната лампа на Аладин“ (1940);
- „Необикновен концерт“ (1946).

Носител е на Държавна награда на СССР (1946).